# Melito Irpino
Melito Irpino es uno de los 119 municipios o comunas ("comune" en italiano) de la provincia de Avellino, en la región de Campania. Con cerca de 1.987 habitantes, según el censo de 2005, se extiende por una área de 20,71 km², teniendo una densidad de población de 95,94 hab/km². Linda con los municipios de Apice, Ariano Irpino, Bonito, y Grottaminarda.

## Demografía
| Gráfica de evolución demográfica de Melito Irpino entre 1861 y 2001 |
|                                                                     |
| Fuente ISTAT - elaboración gráfica de Wikipedia                     |